# Thomas Morley (botaniste)
Pour les articles homonymes, voir Morley.
 (mai 2019).
Si vous disposez d'ouvrages ou d'articles de référence ou si vous connaissez des sites web de qualité traitant du thème abordé ici, merci de compléter l'article en donnant les références utiles à sa vérifiabilité et en les liant à la section « Notes et références ».
Thomas Morley est un botaniste américain, né en 1917 et mort le 2 février 2002.

## Biographie
Il obtient son Bachelor of Arts en 1940, son Master of Arts en 1941 et son Ph. D. en 1949 à l’université de Berkeley. Il rejoint le département de botanique de l’université du Minnesota en automne 1949 où il enseigne la taxinomie aux côtés de Gerald Bruce Ownbey (1916-), fonction qu’il conserve jusqu’à sa retraite en 1987. Il se spécialise sur les genres Mouriri et Votomita des arbres tropicaux de la famille des Melastomataceae. Il s’intéresse également à la flore du Minnesota.
Avec G. Ownbey, il fait paraître Vascular plants of Minnesota: A checklist and atlas et avec Frederic Edward Clements (1874-1945) Guide to Spring Flowers.